# クロニクル千古の闇
クロニクル千古の闇（クロニクルせんこのやみ、Chronicles of Ancient Darkness）は、イギリスの児童文学作家ミシェル・ペイヴァーによる冒険ファンタジー小説で、全9巻のシリーズ作品である。2025年現在、全巻日本語版も出版されており、訳をさくまゆみこ、絵を酒井駒子が担当している。

## 世界観
紀元前4000年、石器時代の北欧の森を主な舞台とする物語である。人々は氏族ごとに自給自足の生活を営んでいる。物語に登場する魔導師や〈魂食らい〉は魔術を扱い、〈天地万物の精霊〉をはじめとした超自然的な存在も登場するなど、ファンタジー的要素も多く存在する。一方で古代の人々の生活に関する描写は、著者の取材に基づく、事実に沿ったものとなっており、非現実的描写は絞られている。

## 登場人物

### 主人公
トラク
〈生霊わたり〉で、他の生き物の体に魂を入り込ませることができる。幼少期オオカミによって育てられたこと、〈生霊わたり〉であることからオオカミ語を喋ることができる。弟分のウルフと行動を共にし、現在はフィン＝ケディンの養子になっている。黒い瞳に暗褐色の髪を持つ。生前の父から重点的に教わったため跡を読むことにたけている。ハズシにされたときの名残で、額には森、海、氷、山をあらわす4色の刺青が描かれている。

### ワタリガラス族
レン
ワタリガラス族の少女。魔術の才能をセイアンに見こまれている。父は幼少期の頃〈斧頭の湖〉近くの氷河で死体となって見つかり、現在は叔父であるフィン＝ケディンの元で暮らす。弓の使い手であり、本人はセイアンが推す魔導師ではなく、狩人になりたがっていた。母である〈魂食らい〉セシュルがレンをトコロスにしようとしていたとき、セイアンによって助けられた。前述の経緯があるため氷河に対してはトラウマに近いものを持っている。
フィン＝ケディン
ワタリガラス族の族長。レンの叔父でありトラクの養父。森の氏族から尊敬を集めている。トラクの母に好意を持っていたが失恋し、その後オオカミ族の娘と婚姻関係を結ぶが、フィン＝ケディンが未練を捨てきれなかったため別れた。
セイアン
ワタリガラス族の魔導師。森の氏族で最も年老いている。「決戦のとき」に死亡。直後、幽霊山のレンの元へ霊としてあらわれ、別れの挨拶をして消えていった。トラクが子供の頃、トラクの父にトラクはオオカミ族ではないことを聞かされている。
ホード
ワタリガラス族の青年。レンの兄。意図ぜずにトラクの父を殺したクマを、〈魂食らい〉がつくりだす手助けをしてしまった。
オスラク
ワタリガラス族の青年。ホードの子分的存在であったが根は優しい。面倒見の良い性格でトラクをよく気にかけていた。「生霊わたり」のときに流行した病に罹り、苦痛に耐えきれなくなり川に飛びこんで自殺した。
タル
ワタリガラス族の青年。「決戦のとき」ではフィン＝ケディンにワタリガラス族の指揮を任されている。
イータン
ワタリガラス族の青年。タルと行動を共にしていることが多い。

### アザラシ族
イスリン
アザラシ族の族長。
ベイル
アザラシ族の少年。初登場時にはトラクを捕らえアザラシ島へ連れていった。トラクの親族にあたる。アザラシ族の中でも皮舟の使い手であった。アザラシ族特有の金髪を持つ。「追放されしもの」のときにレンと行動を共にし、次第にレンに惹かれていった。「復讐のとき」でトラクにその意思を伝えるが、その直後に〈魂食らい〉シアジに殺された。
アスリフ
アザラシ族の少年。初登場時にはトラクを捕らえアザラシ島へ連れていった。岩登りを得意とする。
デトラン
アザラシ族の少年。初登場時にはトラクを捕らえアザラシ島へ連れていった。

### イノシシ族
アキ
イノシシ族の少年。初登場時にはトラクによって友達の前で恥をかかされたためトラクを憎んでいた。またイノシシ族の族長である父に依存していた。しかし「追放されし者」の後半でトラクに命を助けられると考えを改めトラクを庇う発言をする。「決戦のとき」では病に罹り、レンに看病されていた。
ガウプ
サケ族の男。行方不明の娘を探していたところ、オーロックス族に手を切られた。

### アカシカ族
デュレイン
アカシカ族の魔導師。「決戦のとき」では氏族達の指揮をとるも、病に罹りそれどころでは無くなってしまった。
トラクの母
トラクを生んだときに、〈天地万物の精霊〉と〈生霊わたり〉の能力をトラクに授ける代わりに自身の命を捧げる取り引きをした。

### ユキウザギ族
クルコスリク
ユキウザギ族の族長。トラクと友好関係を築いている。チェルコの父。
チェルコ
ユキウザギ族の少年。クルコスリクの息子。

### ハクチョウ族
ユクサカイ
ハクチョウ族の族長。「決戦のとき」でトラクとレンを〈幽霊山〉の手前まで案内した。

### 魂食らい
トラクの父
オオカミ族の魔導師。テンリスとは兄弟関係にある。胸には〈魂食らい〉のしるしを削った跡が残っている。
テンリス
アザラシ族の魔導師。トラクの伯父である。
ネフ
コウモリ族の魔導師。トラクの父に命を救われた経験がある。
セシュル
クサリヘビ族の魔導師。レンの母である。
シアジ
オーク族の魔導師。
ナランダー
サケ族の魔導師。現在は〈歩き屋〉として森を放浪している。
イオストラ
ワシミミズク族の魔導師。
その他
他の種族として、シロギツネ族、カワウソ族、サケ族、ヤナギ族、 オーロックス族、モリウマ族などがいる。

## 書籍情報
日本語訳版は次の通りである。
- オオカミ族の少年（評論社 2005年 ISBN 9784566024113）
- 生霊わたり（評論社 2006年4月 ISBN 9784566024120）
- 魂食らい（評論社 2007年4月 ISBN 9784566024137）
- 追放されしもの（評論社 2008年4月 ISBN 9784566024144）
- 復讐の誓い（評論社 2009年4月 ISBN 9784566024151）
- 決戦のとき（評論社 2010年4月 ISBN 9784566024168）
- 魔導師の娘（評論社 2023年8月 ISBN 9784566024380）
- 皮はぐ者（評論社 2024年8月 ISBN 9784566024397）
- 兄弟のきずな（評論社 2025年7月 ISBN 9784566024403）